# Cololejeunea himalayensis
Cololejeunea himalayensis là một loài Rêu trong họ Lejeuneaceae. Loài này được (Pandé & Misra) R.M. Schust. mô tả khoa học đầu tiên năm 1963.